# マーベラス (ボクサー)
マーベラス 森本（マーベラス もりもと、女性、1971年3月16日 - ）は、日本のプロボクサーである。兵庫県出身。スピードジム所属。本名は非公開だが、日本国外では「Misa Morimoto」として紹介される場合もある。日本人として初めてWBC女子世界王座に挑戦した選手である。

## 来歴
マーベラス森本として1999年5月31日下北沢タウンホールでの日本女子ボクシング協会旗揚げ興行にてプロデビュー。
2000年9月21日、高野由美と対戦し、10回判定勝ちを収め日本ミニフライ級王座を獲得した。
2003年6月25日、菊川未紀と対戦し、2-0の判定勝ちを収め日本バンタム級王座の獲得に成功、2階級制覇を果たした。この試合よりリングネームをマーベラスとする。
2003年12月24日、李仁栄が持つIFBA世界フライ級王座に挑戦したが、1-2の判定負けを喫し王座獲得に失敗した。
2004年4月4日、小八ヶ代真紀と対戦し、6回判定勝ちを収め再起に成功した。
2005年6月28日、IFBA世界バンタム級王者金光玉とWBC女子世界バンタム級初代王座決定戦を行い、10回判定負けを喫し王座獲得に失敗した。
2005年10月1日、藤本りえと対戦し、5回にバッティングでカットした傷が酷く試合続行が不可能となり、ジャッジの1人は藤本優勢と判断したが、他の2人のジャッジは引分と判断した為、試合は引き分けとなった。
2006年10月12日、韓国・済州島ハラ・スポーツセンターにて「WBFチャンピオンズリーグ」という名で女子プロボクシング日中韓対抗戦を開催。Il-Lim Junに判定負け。この試合を最後に引退。